# Toride
Toride (取手市 -shi) é uma cidade japonesa localizada na província de Ibaraki.
Em 15 de Março de 2005 a cidade tinha uma população estimada em 113 475 habitantes e uma densidade populacional de 1622 h/km². Tem uma área total de 69,96 km².
Recebeu o estatuto de cidade a 1 de Outubro de 1970.